# Метахромазия
Метахромазия (metachromasia, от др.-греч. μετά — «через, посредством» + χρῶμα — «цвет, окраска») — свойство клеток и тканей окрашиваться в цвет, отличающийся от цвета самого красителя, а также свойство изменённых клеток и тканей окрашиваться в иной цвет по сравнению с нормальными клетками и тканями. Предполагают, что метахромазия обусловлена полимеризацией молекул красителя под влиянием свободных отрицательных зарядов клеток или ткани. Отмечается при патологии соединительной ткани, опухолевом росте, некробиотических изменениях и в ряде других случаев.
В микологии метахроматичность спор может служить важным таксономическим признаком.
Метахромазия характерна для волютиновых (полифосфатных) гранул, присущих некоторым бактериям, в том числе возбудителю дифтерии и возбудителю сибирской язвы: метиленовый синий окрашивает волютин в ярко-красный цвет.